# 布赫德馬國家公園
34°28′31″N 9°38′57″E / 34.47528°N 9.64917°E

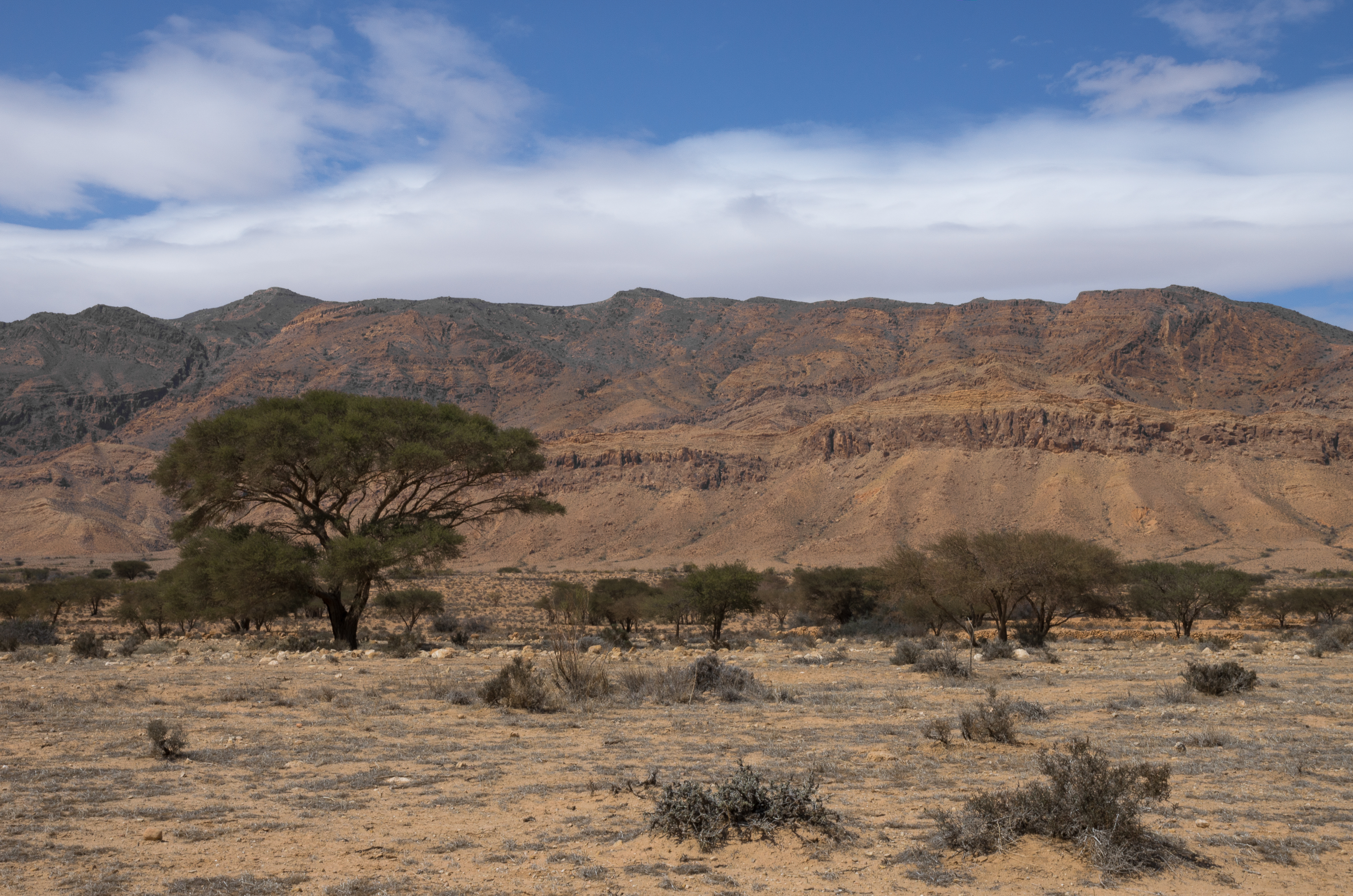

布赫德馬國家公園是突尼西亞的國家公園，位於該國中部，橫跨加夫薩省和西迪布濟德省，成立於1980年12月18日，面積164平方公里。